# Вахтанг Панцхава
Вахтанг Панцхава (груз. ვახტანგ პანცხავა; нар. 8 жовтня 1989, Цхалтубо, Грузинська РСР) — грузинський футболіст, нападник клубу «Самгуралі». Виступав за молодіжну збірну Грузії.

## Клубна кар'єра
Вихованець клубу «Гагра». У 2008 році разом з Аміраном Саная перейшов до французького «Ле-Ман», де виступав за молодіжну команду.
Влітку 2009 року перейшов в річну оренду з правом викупу в харківський «Металіст». 27 серпня 2009 року дебютував у Лізі Європи в матчі проти австрійського «Штурму» (0:1), Вахтанг вийшов на 58-ій хвилині замість поляка Марціна Буркхардта. За підсумками двох зустрічей «Металіст» програв з рахунком 1:2. Всього за «Металіст» Панцхава провів 1 матч у Кубку України, 1 матч у молодіжному чемпіонаті України і 1 матч у Лізі Європи. Уже восени Панцхава покинув «Металіст».
У січні 2010 року побував на перегляді в угорському клубі «Дьйор» з Будапешта. У команді провів близько півроку. Влітку 2010 року перейшов у клуб «Вашаш». У чемпіонаті Угорщини дебютував 31 липня 2010 року в домашньому матчі проти «Гонведа» (3:2), Панцхава вийшов на 83-ій хвилині замість Адама Хрепкі.

## Кар'єра в збірній
Виступав за молодіжну збірну Грузії, провів 15 матчів і відзначився 9-ма голами. У травні 2008 року виконувач обов'язки головного тренера збірної Грузії Петар Сегрт викликав Панцхава на матчі з Естонією та Португалією.

## Особисте життя
Його рідний брат Ніколоз професійний футболіст, виступає за грузинський клуб «Гагра».